# АТХ-C
Код АТХ-C (англ. АТС-C) «Препараты для лечения заболеваний сердечно-сосудистой системы» — раздел система буквенно-цифровых кодов Анатомо-терапевтическо-химической классификации, разработанных Всемирной организацией здравоохранения для классификации лекарств и других медицинских продуктов.
Коды для применения в ветеринарии (ATCvet коды) могут быть созданы путём добавления буквы Q в передней части человеческого Код ATC: QC.
Из-за различных национальных особенностей в классификацию АТС могут включаться дополнительные коды, которые отсутствуют в этом списке, который составлен Всемирной организацией здравоохранения.
- АТХ код C01 Препараты для лечения заболеваний сердца
- АТХ код C02 Антигипертензивные препараты
- АТХ код C03 Диуретики
- АТХ код C04 Периферические вазодилататоры
- АТХ код C05 Ангиопротекторы
- АТХ код C07 Бета-адреноблокаторы
- АТХ код C08 Блокаторы кальциевых каналов
- АТХ код C09 Препараты, влияющие на ренин-ангиотензиновую систему
- АТХ код C10 Гиполипидемические препараты